# Paleoecologia

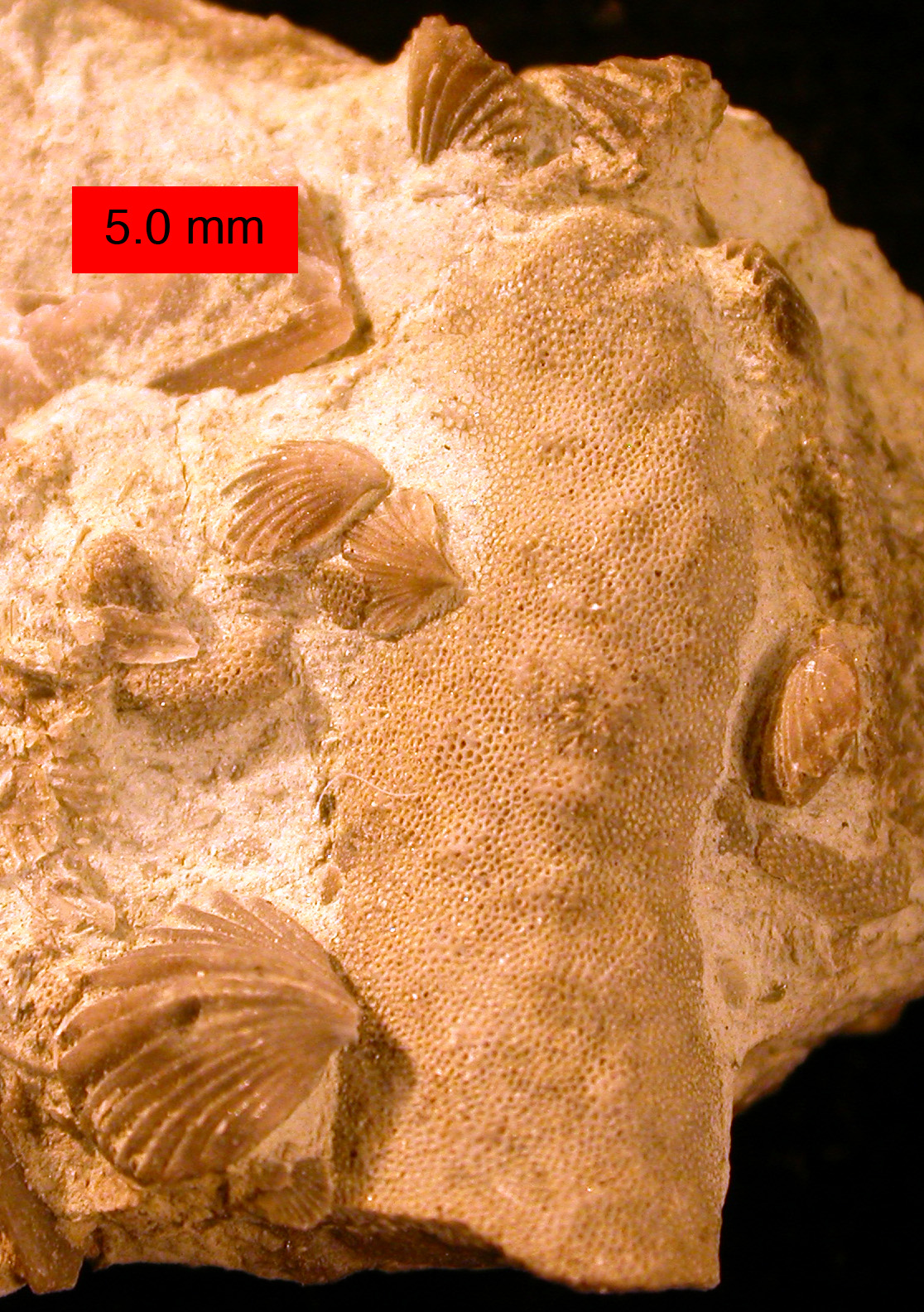
Bryozoa & Brachiopoda, Ordovician.

A Paleoecologia utiliza dados a partir de fósseis  para reconstruir os ecossistemas do passado. Esta ciência inclui o estudo dos fósseis e os seus organismos bromálitos e outros vestígios fósseis, em termos do seu ciclo de vida, suas interacções, seu ambiente natural, condições da sua morte e deposição.
O objectivo da Paleoecologia é  construir um modelo
o mais detalhado possível  das condições ambientais em que os organismos viviam ; esse trabalho de reconstrução  envolve complexa interacção entre factores ambientais (temperatura, teia alimentar, do grau de iluminação solar, etc.). Evidentemente muitos dos dados deste complexo  são distorcidos ou destruídos pelos processos post-mortem de fossilização , adicionando mais um nível de complexidade.
A complexidade do factor ambiente  é geralmente abordada através da análise estatística dos dados numéricos disponíveis (quantitativa ou paleontologia quantitativa ou paleoestatística), enquanto que o estudo de processos post-mortem é conhecido como o campo de tafonomia .
Muita  investigação paleoecológica centra-se nos últimos dois milhões de anos (o período Quaternário), porque os ambientes mais antigos estão menos bem representados, em fósseis, ao longo da cronologia da evolução. Com efeito, muitos estudos concentram-se no Holoceno (os últimos 11000 anos), ou a última fase glacial do  Pleistoceno  (o Wisconsin / Weichsel / Devensian / Glaciação Würm idade do gelo, a partir de 50000 a 10000 anos atrás). Estes estudos são úteis para a compreensão da dinâmica dos ecossistemas para a mudança e reconstrução de ecossistemas pré-industrialização. Muitas políticas públicas responsáveis pela tomada de decisões têm salientado a importância de utilizar estudos de base paleoecológica para as escolhas feitas na conservação e equilíbrio ecológico.